# Donald Stockton
Donald Parker Stockton (22. februar 1904 i Montréal – 16. juni 1978) var en canadisk bryder som deltog i de olympiske lege 1924 i Paris, 1928 i Amsterdam og 1932 i Los Angeles.
Stockton vandt en sølvmedalje i brydning under OL 1928 i Amsterdam. Han kom på en andenplads i vægtklassen mellemvægt, fristil bagefter Ernst Kyburz fra Schweitz. Der var seks vægtklasser i den græsk-romerske og syv i fristil.